# 밀양 표충사 목조지장상 및 석조시왕상
밀양 표충사 목조지장상 및 석조시왕상(密陽 表忠寺 木造地藏像 및 石造十王像)은 대한민국 경상남도 밀양시 단장면 구천리, 표충사에 있는 불상이다. 
2008년 1월 10일 경상남도의 유형문화재 제459호 표충사 목조지장상 및 석조시왕상으로 지정되었다가, 2018년 12월 20일 현재의 명칭으로 변경되었다.

## 개요
지장보살상은 목조도금, 명부 시왕등의 권속상은 석조 채색으로 조성연대는 복장유물에서 발견된 묘법연화경의 말미에 戊午라는 간지로 미루어 1858년으로 추정되며, 23구의 동시 조성된 작품이다.

## 참고 문헌
- 밀양 표충사 목조지장상 및 석조시왕상 - 국가유산청 국가유산포털